# Babîcivka, Svitlovodsk
Babîcivka (în ucraineană Бабичівка) este un sat în comuna Podorojnie din raionul Svitlovodsk, regiunea Kirovohrad, Ucraina.

## Demografie
Componența lingvistică a localității Babîcivka
     Ucraineană (96%)
     Rusă (4%)
Conform recensământului din 2001, majoritatea populației localității Babîcivka era vorbitoare de ucraineană (96%), existând în minoritate și vorbitori de rusă (4%).